# Mordella immaculata
Mordella immaculata är en skalbaggsart som beskrevs av Smith 1883. Mordella immaculata ingår i släktet Mordella och familjen tornbaggar. Inga underarter finns listade i Catalogue of Life.